# Eronia cleodora
Vine-leaf Vagrant (Eronia cleodora) là một loài bướm ngày thuộc họ Pieridae. Nó được tìm thấy khắp châu Phi.
Sải cánh dài 45–60 mm đối với con đực và 50–62 mm đối với con cái. Con trưởng thành bay quanh năm ở các khu vực ấm hơn với thời kỳ cao điểm vào mùa xuân và cuối mùa hè.
Ấu trùng ăn Capparis fascicularis.

## Phụ loài
- Eronia cleodora cleodora (miền nam và miền đông Africa)
- Eronia cleodora dilatata Butler, 1888 (bờ biển của Kenya và Tanzania)

## Hình ảnh

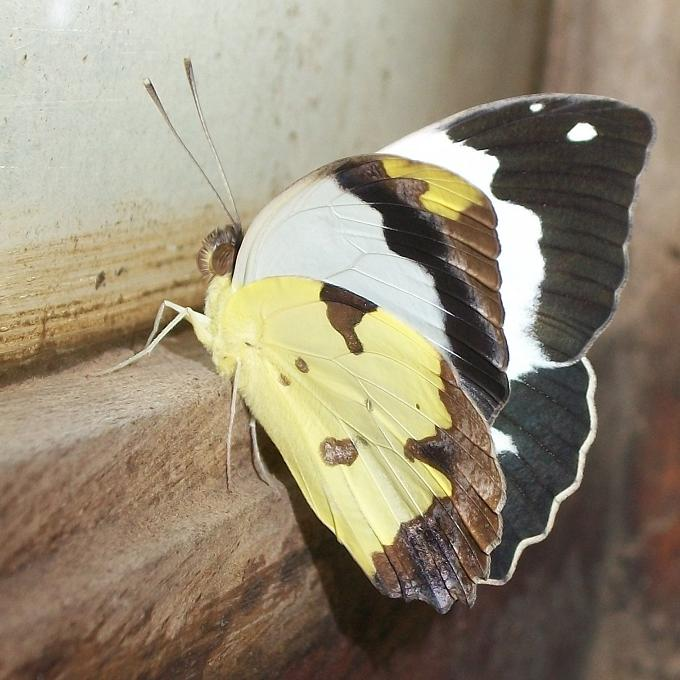
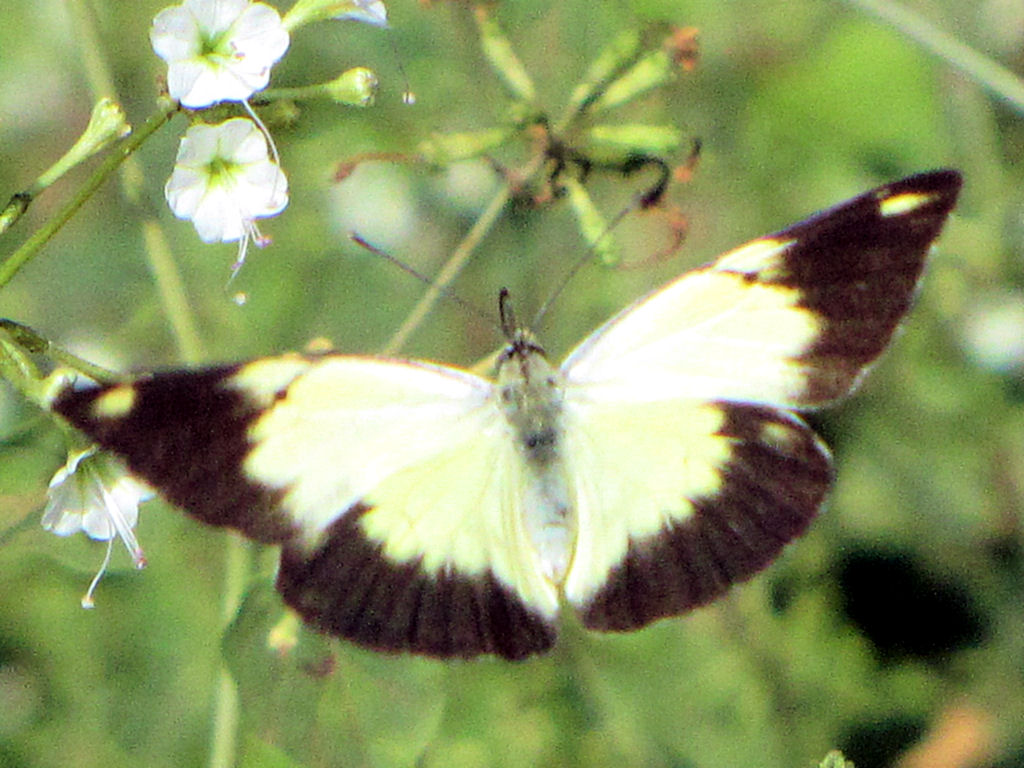
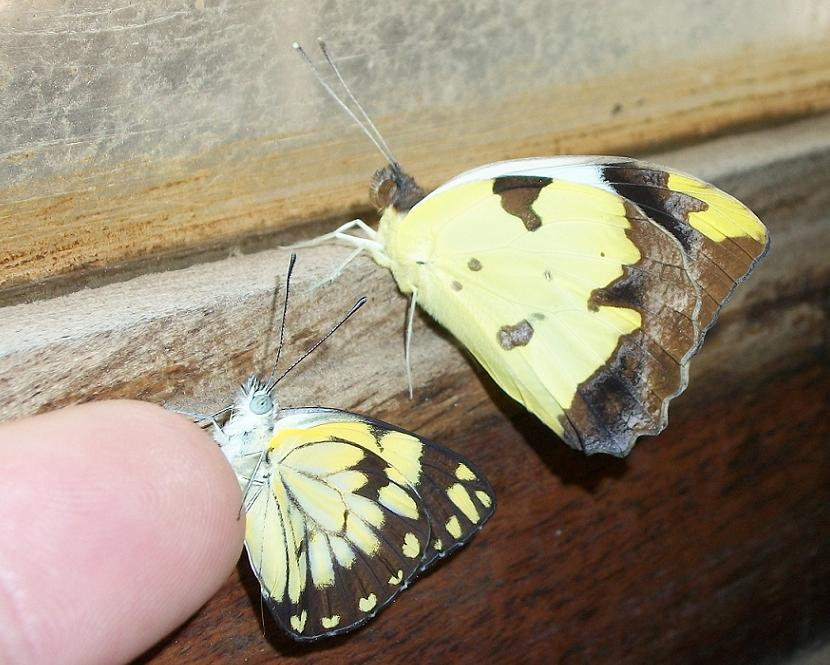